# Pisco (montagne)
Pour les articles homonymes, voir Pisco (homonymie).
Le Pisco, Nevado Pisco (du quechua pishqu, « oiseau ») ou Mataraju, est un sommet de la cordillère Blanche dans les Andes au Pérou. Il est situé dans la Quebrada de Llanganuco, à environ 60 km au nord de la ville de Huaraz. Il est gravi pour la première fois le 12 juillet 1951 par l'expédition franco-belge composée de Claude Kogan, Georges Kogan, Raymond Leininger et Maurice Lenoir.

## Toponymie
Le Pisco est connu par les habitants des environs sous le nom de Mataraju. Il est rebaptisé Pisco car, lors de sa première ascension, les vainqueurs du sommet célèbrent avec la boisson typique du Pérou, le pisco.

## Ascension
Autrefois[Quand ?], cette montagne était réputée facile d'accès. Cependant, en raison de la fonte des glaces sur la voie principale, l'ascension s'est considérablement compliquée. Celle-ci devrait devenir de plus en plus compliquée à mesure que le glacier recule. En fonction des saisons, le Nevado Pisco compte un mur de glace de 50-60 mètres avec une pente de 60 degrés. Il est désormais noté PD sur la cotation française.

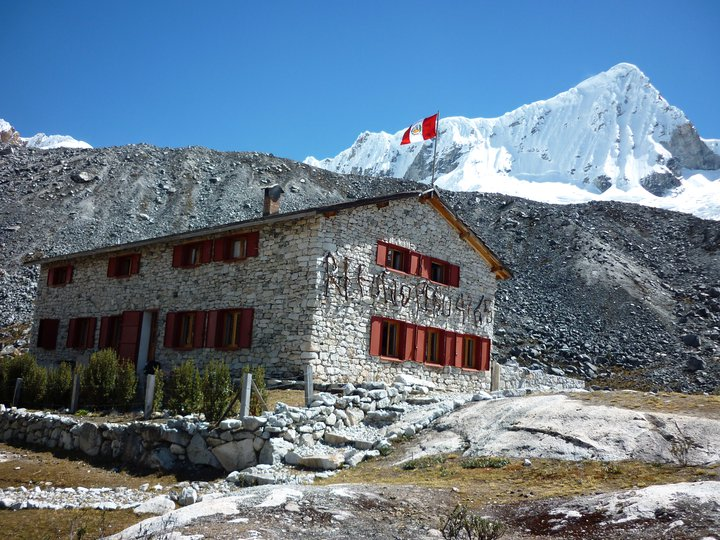
Le refuge Perú (4765 m), situé sur la moraine du glacier.

Plusieurs compagnies de guides basées à Huaraz en proposent l'ascension. Il existe trois camps sur la montagne dont un camp de base, que les grimpeurs utilisent principalement. Le premier est à côté de la route et de la rivière dans le fond de la vallée, connu sous le nom de Cebollapampa. Le second est proche du refuge Perú (9° 01′ 46,6″ S, 77° 37′ 46,4″ O) à 4 765 m. Le troisième, surnommé Moraine Camp (9° 01′ 24″ S, 77° 38′ 31″ O) se trouve juste en dessous du front du glacier de la face sud.
Le panorama depuis le sommet englobe de nombreuses autres montagnes fameuses de la cordillère Blanche, telles que le Huascarán, le Chopicalqui, l'Artesonraju et l'Alpamayo.
La plus jeune personne à avoir escaladé le Pisco est Liv Jensen, à l'âge de 11 ans, le 5 juillet 2018[réf. nécessaire].